# Inachus Tholus
L'Inachus Tholus è una struttura geologica della superficie di Io.